# Made for Dancing
Made for Dancing – debiutancki album Queens, wydany w lutym 2006. Pierwotnie jego wydanie planowano na jesień 2005.

## Lista utworów
1. „Everybody Loves the Sunshine” – 2:54
2. „Can’t Take My Eyes Off You” – 3:38
3. „I Was Made for Dancing” – 3:15
4. „I Fell in Love” – 3:02
5. „The Night” – 3:52
6. „Magic Carillon” – 4:10
7. „Starship 109” – 3:17
8. „Każdego dnia” – 3:14
9. „Od A do Zet” – 3:17
10. „Z Tobą na dobre i złe” – 3:19
11. „Magic Carillon (DJ Exo Remix)” – 5:33
12. „I Fell in Love (Club Mix)” – 4:28
13. „Everybody Loves the Sunshine (Fiesta Mix)” – 5:13
14. „Mija rok” – 3:12
15. „Everybody Loves the Sunsshine” (teledysk) – 2:58
16. „I Fell in Love” (teledysk) – 3:02

## Triwia
- Album sprzedał się w liczbie około 5 000 kopii.
- Zaczaruj Mi Tę Noc jest polską wersją utworu „I Fell In Love”. Wersja ta powstała długo przed samym „I Fell In Love”. Utwór wykonano jednorazowo na koncercie z playbacku. Oryginalna wersją „I Fell In Love” jest jego „Pop Mix”, gdyż później został zmiksowany na potrzeby Eurowizji. „Zaczaruj Mi Tę Noc” nigdy nie zostanie wydany.
- I Fell In Love (DJ Exo Remix) miał zostać wydany na albumie, remiks okazał się zbyt długi, aby go dodać do płyty. Oryginalna wersja trwa 6:38 minut, wersja skrócona trwa 5:19 minut, zaś ostatecznie jeden z pracowników wytwórni skrócił utwór do 4:31.
- I Was Made For Dancing (DJ Exo Remix) powstał zbyt późno by dodać go to płyty, zostanie wydany na reedycji.
- Reedycja albumu została cofnięta, gdyż zespół zmienił skład i utwory wymagałyby ponownego nagrania partii wokalnych.